# Hannes Wolf (football, 1999)
Pour les articles homonymes, voir Hannes Wolf et Wolf.
Hannes Wolf, né le 16 avril 1999 à Graz en Autriche, est un footballeur autrichien, qui évolue au poste de milieu de terrain au New York City FC.

## Biographie

### Carrière en club

#### Red Bull Salzbourg (2016-2019)
Il remporte l'UEFA Youth League en 2017 avec l'équipe des moins de 19 ans du Red Bull Salzbourg. Lors de cette compétition, il inscrit un triplé en novembre 2016 face au club kazakh du Kaïrat Almaty.

#### RB Leipzig (depuis 2019)
Il rejoint le club allemand appartenant a la société Red Bull en juillet 2019.

### Carrière en sélection
Il joue son premier match avec l'équipe d'Autriche des moins de 16 ans, le 24 avril 2015, contre le Brésil (victoire 1-0 au Wörthersee Station).
Le 8 juin 2017, il joue son premier match avec l'équipe d'Autriche espoirs contre Gibraltar dans le cadre des éliminatoires du championnat d'Europe espoirs 2017 (victoire 3-0 au Sonnenseestadion).
En 2017, Hannes est convoqué à deux reprises par le sélectionneur de l'équipe d'Autriche, Marcel Koller, mais sans entrer en jeu.

## Statistiques
| Saison                | Club                  | Championnat           | Championnat | Championnat | Coupe(s) nationale(s) | Coupe(s) nationale(s) | Supercoupe | Supercoupe | Compétition(s) continentale(s) | Compétition(s) continentale(s) | Compétition(s) continentale(s) | Total | Total |
| Saison                | Club                  | Division              | M.          | B.          | M.                    | B.                    | M.         | B.         | Comp.                          | M.                             | B.                             | M.    | B.    |
| 2015-2016             | FC Liefering (prêt)   | 2. Bundesliga         | 10          | 1           | -                     | -                     | -          | -          | -                              | -                              | -                              | 10    | 1     |
| 2016-2017             | FC Liefering (prêt)   | 2. Bundesliga         | 25          | 6           | -                     | -                     | -          | -          | -                              | -                              | -                              | 25    | 6     |
| Sous-total            | Sous-total            | Sous-total            | 35          | 7           | -                     | -                     | -          | -          | -                              | -                              | -                              | 35    | 7     |
| 2016-2017             | Red Bull Salzbourg    | Bundesliga            | 3           | 0           | -                     | -                     | -          | -          | C3                             | 1                              | 0                              | 4     | 0     |
| 2017-2018             | Red Bull Salzbourg    | Bundesliga            | 27          | 8           | 5                     | 3                     | -          | -          | C1+C3                          | 4+9                            | 1+0                            | 45    | 12    |
| 2018-2019             | Red Bull Salzbourg    | Bundesliga            | 12          | 4           | 1                     | 0                     | -          | -          | C1+C3                          | 4+6                            | 0+1                            | 23    | 5     |
| Sous-total            | Sous-total            | Sous-total            | 42          | 12          | 6                     | 3                     | -          | -          | -                              | 24                             | 2                              | 72    | 17    |
| Total sur la carrière | Total sur la carrière | Total sur la carrière | 77          | 19          | 6                     | 3                     | -          | -          | -                              | 24                             | 2                              | 107   | 24    |

## Palmarès
| Red Bull Salzbourg - Championnat d'Autriche (2) : - Champion : 2017 et 2018 - Coupe d'Autriche (1) : - Vainqueur : 2019 - UEFA Youth League - Vainqueur : 2017 |